# Lecanora bicincta
Lecanora bicincta är en lavart som beskrevs av Ramond. Lecanora bicincta ingår i släktet Lecanora och familjen Lecanoraceae.  Arten är reproducerande i Sverige. Inga underarter finns listade i Catalogue of Life.